# Jaroslav Pížl
Jaroslav Pížl (* 5. listopadu 1961, Praha) je český spisovatel a hudebník.

## Životopis
Po studiu na Střední průmyslové škole spojovací techniky vystřídal řadu povolání (dělník, uklízeč, knihkupec aj.). Při zaměstnání v 80. letech vystudoval herectví a autorskou tvorbu na Lidové konzervatoři v Praze u dr. Ivana Vyskočila a poté dějiny umění na Filozofické fakultě Univerzity Karlovy (absolvoval roku 1993).
V první polovině 90. let 20. století byl na volné noze, spolupracoval s Českým rozhlasem (v roce 1994 zde realizoval cyklus Příhody Malého Lucifera jako autorské dramatické pásmo, k němuž také zkomponoval hudbu) a Českou televizí (scénická hudba pro Smělé verše, režie Tomáš Vorel).
Od roku 1995 vyučuje na Konzervatoři Jaroslava Ježka v Praze, původně řečovou výchovu na dramatickém oddělení, do roku 2013 práci s textem a tvořivou dramatiku na muzikálovém oddělení. Od roku 2012 vede kurzy tvůrčího psaní pro ACZ, vzdělávací centrum a souběžně vykonává svobodné povolání.
Spolupracoval také s Laurychovým divadlem a Divadelním souborem PAP (hudba ke hře Prádélko…, premiéra 24. října 2005, scénář: Eva Elxa, Nika Novak).
Je zakládajícím členem a zpěvákem skupiny Pilot, pro kterou skládá hudbu a podílí se na textech.
Je také skladatel a kytarista skupiny Mondrian.
Svoji poezii i prózu přednáší na autorských čteních v Česku i v zahraničí (Německo, Rakousko, Dánsko, Francie).
Je ženatý, má syna Maxe. Žije v Loděnici.

## Dílo
- Seznam děl v Souborném katalogu ČR, jejichž autorem nebo tématem je Jaroslav Pížl
- Manévry, Nakladatelství Q, 1992 — Cena Jiřího Ortena
- Exteriéry, Bonaventura, 1994
- Svět zvířat, Torst, 1996 — básně
- Vodní hry, Petrov, 1998 — básně
- Rodinný život, Petrov, 2000 — poezie
- Sběratelé knih, Petrov, 2004 — dobrodružná detektivní próza
- Adrenalin, Druhé město, 2010 - próza navazující na Sběratele knih